# Dănuț Sabou
Dănuț Sabou (n. 4 noiembrie 1979) este un fotbalist român retras din activitate, care a jucat pe post de mijlocaș la echipe ca Gloria Bistrița, FC Baia Mare și FC Vaslui.